# Катиновасов, Сайгид Абдусаламович
Сайги́д Абдусала́мович Катинова́сов (род. 22 апреля 1969, Батлаич, Дагестанская АССР) — советский, российский и узбекистанский борец вольного стиля, призёр чемпионатов мира и Азии. Мастер спорта международного класса.

Брат-близнец — Расул Катиновасов, борец вольного стиля, призёр чемпионата Европы и Азиатских игр, чемпион Азии. Заслуженный мастер спорта России.

## Биография
Родился в 1969 году в селе Батлаич Хунзахского района Дагестанской АССР. В 1986 году стал чемпионом СССР среди юношей, чемпионом мира среди юниоров, в 1988 году — чемпионом Европы среди кадетов. В составе сборной СССР в 1991 году стал серебряным призёром на Кубке мира. Чемпион РСФСР 1991 года, победитель Международного турнира в Тбилиси.

В 1993 году, выступая за Россию, стал серебряным призёром чемпионата мира. Обладатель Кубка мира 1992 года, серебряный призёр Кубка мира 1994 года. Победитель Всемирных военных игр 1995 года.

С 1996 года выступал за Узбекистан. Обладатель Кубка мира 1996 года. В 1997 году стал бронзовым призёром чемпионата Азии. В 1998 году занял 8-е место на чемпионате мира и в том же году завершил спортивную карьеру.